# بسط (تصوف)
الْبَسْطُ عند الصوفية هو حال يغلب فيه الرجاء على القلب، على خلاف الْقَبْضِ، حينما يباشر المريد أداء الأوراد وفق منهاج التصوف الإسلامي عند أهل السنة والجماعة.

## تعريف البسط

### البسط لغة
أورد زين الدين الرازي في كتابه مختار الصحاح تعريفا لمصطلح البسط نصه:
1. بَسَطَ الشيء : نشره، وبالصاد أيضاً.
2. والبسطة : السعةُ.
3. وانبسط الشيء على الأرض.
4. وتَبَسَّط في البلاد، أي سار فيها طولاً وعرضاً.
5. والبِساطُ : ما يُبسَطُ.
6. والبَساطُ، بالفتح : الأرضُ الواسعة.
7. ويقال: مكانٌ بسيطٌ وبَساطٌ.»

### البسط شرعا
هنالك اسم من أسماء الله الحسنى هو الْبَاسِطُ الذي اشتقاقه من الفعل الثلاثي بَسَطَ.
وأورد حسن الشرقاوي في كتابه «ألفاظ الصوفية ومعانيها» تعريفا للبسط نصه:
وقال ابن الفارض في قصيدته «التائية الكبرى» في تعريف البسط والقبض:
وعَرَّفَ محيي الدين بن عربي في الجزء الثالث من كتابه الفتوحات المكية تعريفا آخر للبسط فحواه:

## البسط في القرآن
ذكر القرآن معنى البسط في العديد من الآيات، منها قول الله :
1. سورة الرعد: ﴿اللَّهُ يَبْسُطُ الرِّزْقَ لِمَنْ يَشَاءُ وَيَقْدِرُ وَفَرِحُوا بِالْحَيَاةِ الدُّنْيَا وَمَا الْحَيَاةُ الدُّنْيَا فِي الْآخِرَةِ إِلَّا مَتَاعٌ ۝٢٦﴾ [الرعد:26].(1)
2. سورة الإسراء: ﴿إِنَّ رَبَّكَ يَبْسُطُ الرِّزْقَ لِمَنْ يَشَاءُ وَيَقْدِرُ إِنَّهُ كَانَ بِعِبَادِهِ خَبِيرًا بَصِيرًا ۝٣٠﴾ [الإسراء:30].(2)
3. سورة سبأ: ﴿قُلْ إِنَّ رَبِّي يَبْسُطُ الرِّزْقَ لِمَنْ يَشَاءُ مِنْ عِبَادِهِ وَيَقْدِرُ لَهُ وَمَا أَنْفَقْتُمْ مِنْ شَيْءٍ فَهُوَ يُخْلِفُهُ وَهُوَ خَيْرُ الرَّازِقِينَ ۝٣٩﴾ [سبأ:39].(3)
4. سورة الزمر: ﴿أَوَلَمْ يَعْلَمُوا أَنَّ اللَّهَ يَبْسُطُ الرِّزْقَ لِمَنْ يَشَاءُ وَيَقْدِرُ إِنَّ فِي ذَلِكَ لَآيَاتٍ لِقَوْمٍ يُؤْمِنُونَ ۝٥٢﴾ [الزمر:52].(4)
5. سورة الشورى: ﴿وَلَوْ بَسَطَ اللَّهُ الرِّزْقَ لِعِبَادِهِ لَبَغَوْا فِي الْأَرْضِ وَلَكِنْ يُنَزِّلُ بِقَدَرٍ مَا يَشَاءُ إِنَّهُ بِعِبَادِهِ خَبِيرٌ بَصِيرٌ ۝٢٧﴾ [الشورى:27].(5)

## نشوء مصطلح البسط عند الصوفية
ظهر مصطلح الْبَسْطِ عند الصوفية من أجل إرشاد المريدين والسالكين في طريقهم إلى الله -تعالى- ووقايتهم من الزندقة والشطح والزلل والزيغ.
ولم يكن استعمال هذا المصطلح القرآني في التصوف إلا اتباعا لتعريف الجنيد البغدادي لطريق المتعبدين، حينما قال:
فطريق المريدين وانتقالهم من وضع الغفلة إلى ما فوق اليقظة من مراتب، تعتريه أحوال من السرور والفرح وحتى التبجح والعجب، بما يستلزم لجم اندفاع المريد وراء لذة وأذواق عباداته مع عدم مراعاته الأدب في سيره إلى الله -عز وجل-.
وإذا كانت العبادات الشرعية هي عين الأوراد المطالب بها المسلم، فإن المنن والعطايا الربانية هي نفس الواردات التي هي أرزاق من المولى -سبحانه وتعالى-.
لذلك حرص شيوخ الصوفية على توصيف الواردات على أنها أرزاق من الخالق -سبحانه-، كما أورد ذلك ابن عطاء الله السكندري في إحدى حكمه العطائية التي نصها:
| بسط (تصوف)                               | الْعِبَارَاتُ قُوتٌ لِعَائِلَةِ الْمُسْتَمِعِينَ، وَلَيْسَ لَكَ إِلاَّ مَا أَنْتَ لَهُ آكِلٌ | بسط (تصوف) |
| — ابن عطاء الله السكندري، الحكم العطائية |                                                          |            |

فقام أولياء الله -رحمهم الله- باقتباس صفات الأرزاق والأقوات المادية الملموسة، وما يعتريها من بسط وسعة ووفرة، أو من ضيق وتقتير وتقدير، لتتم استعارتها من أجل التعبير والإشارة إلى الواردات المعنوية المحسوسة.
وانطلق العارفون من حديث نبوي يصف المؤمن الذي يعتريه السرور عند بروز الحسنات منه، كما يعتريه السوء عند خروج السيئات منه:
روي عن أبي أمامة الباهلي في مسند أحمد: 
| بسط (تصوف) | أنَّ رجلًا سألَ رسولَ اللَّهِ - صلَّى اللَّهُ علَيهِ وسلَّمَ -: ما الإيمانُ؟ قالَ: إذا سَرَّتْكَ حسَنتُكَ، وسَاءَتْكَ سيِّئتُكَ؛ فأنتَ مؤمِنٌ، حديث صحيح | بسط (تصوف) |

إلا أن مصطلح السرور لم يتم اعتماده من طرف المدققين ضمن قاموس علم التصوف لتفادي التلبيس والالتباس على المريدين، وذلك لاشتراك السرور مع وضع وحال الفجار في الحياة الدنيا، في مثل قول الله -عز وجل- في سورة الانشقاق أين يصف أهل النار: ﴿إِنَّهُ كَانَ فِي أَهْلِهِ مَسْرُورًا ۝١٣﴾ [الانشقاق:13]، فأبى المتصوفة أن يربطوا حلاوة الطاعة بنعت السرور المتصف به الأشرار المعذبون في الآخرة.
فاعتمد المتصوفة على حديث أبي أمامة الباهلي -رضي الله عنه- من أجل اعتماد مصطلحي البسط والقبض استعاضة لمصطلحي السرور والسوء، ذلك أن السرور سيكون يوم القيامة من جزاء ونعيم الأبرار المتقين مع أهلهم في الجنة كما قال الله -عز وجل- في سورة الانشقاق أين يصف أهل الفوز والنجاة: ﴿وَيَنْقَلِبُ إِلَى أَهْلِهِ مَسْرُورًا ۝٩﴾ [الانشقاق:9].
كما أن المقدم حينما يباشر تربية المريد ليكون مؤمنا محسنا تقيا مستقيما، يجب أن يراعي هذا السرور والفرح الذي يتلذذ به المتربي بعد بروز الخير والبر والحسنات منه، ويجب أن يذكره بالتواضع والقنوت والتذلل لمولاه -تعالى- بعيدا عن بطر وفرح وعجب العصاة المسيئين، مع تذكيره بقول الله -تعالى- في سورة القصص أين يصف أهل التكبر والتبختر والبطر: ﴿إِنَّ قَارُونَ كَانَ مِنْ قَوْمِ مُوسَى فَبَغَى عَلَيْهِمْ وَآتَيْنَاهُ مِنَ الْكُنُوزِ مَا إِنَّ مَفَاتِحَهُ لَتَنُوءُ بِالْعُصْبَةِ أُولِي الْقُوَّةِ إِذْ قَالَ لَهُ قَوْمُهُ لَا تَفْرَحْ إِنَّ اللَّهَ لَا يُحِبُّ الْفَرِحِينَ ۝٧٦﴾ [القصص:76].
فأهل الله -تعالى- من المتحققين في صدر الإسلام الأول لم يعتمدوا مصطلح الْبَسْطِ للتعبير عن أحوال الطاعة والخير والعبادة والبر، إلا بعد أن درسوا القرآن الكريم مع السنة النبوية وأمعنوا فيهما تمحيصا وتدبرا واقتباسا.

## أسباب البسط
| الزُّهَّادُ إِذَا مُدِحُوا: اِنْقَبَضُوا لِشُهُودِهِمُ الثَّنَاءَ مِنَ الخَلْقِ. وَالْعَارِفُونَ إِذَا مُدِحُوا: انْبَسَطُوا لِشُهُودِهِمْ ذَلِكَ مِنَ الْمَلِكِ الْحَقِّ |
| —ابن عطاء الله السكندري - الحكم العطائية                                                                  |

يرى الصوفية أن الْبَسْطَ له أسباب وموجبات وجالِبَات تُغْدِقُ على المريد والسالك من الفيوضات الرحمانية إذا ما روعي الأدب والورع في التعامل معه.
وقد أبان ابن عطاء الله السكندري في إحدى حكمه العطائية أن الفاقة والفقر والحاجة والذل بهم يُستمطَر ويُستدَرُّ الْبَسْطُ، ونص هذه الحكمة هو:
| بسط (تصوف)                               | الْفَاقَاتُ بُسُطُ الْمَوَاهِبِ | بسط (تصوف) |
| — ابن عطاء الله السكندري، الحكم العطائية |                     |            |

فالانبساط النفسي على بساط أو سجَّاد معنوي، هو الذي ترد عليه المواهب الإلهية لكل مريد ممن جلس عل الْبُسُطِ لينال الْبَسْطَ، كما أنّ الملك إذا جلس أحدٌ على بساطه أعطاه شيئاً من مواهب الدنيا، فالفاقات والحاجات والتذلل تُحْضِرُ السالك مع الحق، وتُجْلِسُهُ على بساط الصدق، وناهيك بما يكون في تلك الحضرة والمجالسة من المواهب الربانية والنفحات الرحمانية.

## محاذير البسط
| مَتَى كُنْتَ إِذَا أُعْطِيتَ: بَسَطَكَ الْعَطَاءُ، وَإِذَا مُنِعْتَ: قَبَضَكَ الْمَنْعُ، فَاسْتَدِلَّ بِذَلِكَ عَلَى ثُبُوتِ طُفُولِيَّتِكَ، وَعَدَمِ صِدْقِكَ فِي عُبُودِيَّتِكَ |
| —ابن عطاء الله السكندري - الحكم العطائية                                                                  |

يعتمد المتصوفة على قاعدة فقهية مهمة في تعاملهم مع الْبَسْطِ الذي قد تكون آثاره وخيمة على المريد والسالك إذا لم يراعي الأدب والورع في التعامل معه إثر قيامه بالطاعات واجتنابه للمنهيات.
| بسط (تصوف)    | دَرْءُ الْمَفَاسِدِ أَوْلَى مِنْ جَلْبِ الْمَصَالِحِ | بسط (تصوف) |
| — قاعدة فقهية |                                 |            |

لذلك حَذَّرَ ابن عطاء الله السكندري في إحدى حكمه العطائية من خطورة البسط على من لم يلتزم بالأدب والسمت والخُلُقِ، ونص هذه الحكمة هو:
| بسط (تصوف)                               | الْعَارِفُونَ إِذَا بُسِطُوا أَخْوَفُ مِنْهُمْ إِذَا قُبِضُوا، وَلاَ يَقِفُ عَلَى حُدُودِ الأَدَبِ فِى الْبَسْطِ إِلاَّ قَلِيلٌ | بسط (تصوف) |
| — ابن عطاء الله السكندري، الحكم العطائية |                                                                                  |            |

وقد كان التابعي مطرف بن عبد الله بن الشخير -رحمه الله- يُدرك خطورة السرور والفرح والبطر والكبر والعجب على قلب المتصوف والمتعبد، فانبرى يقول:
| بسط (تصوف)                   | لَأَنْ أَبِيتَ نَائِمًا وَأُصْبِحَ نَادِمًا، أَحَبُّ إلَيَّ مِنْ أَنْ أَبِيتَ قَائِمًا وَأُصْبِحَ مُعْجَبًا | بسط (تصوف) |
| — مطرف بن عبد الله بن الشخير |                                                                  |            |

ورغم أن قيام الليل هو «شرف المؤمن»، فإن مطرف بن عبد الله بن الشخير -رحمه الله- أراد أن يشرح للمسلمين السائرين في مدارج السالكين بأن فوات قيام الليل مع صلاة التهجد ليلة كاملة عليه من صلاة العشاء إلى غاية صلاة الصبح، مع وجود الندم والقبض والحسرة على التقصير، أهون عليه من تلطخه وتلوثه بمعرة العجب الملازمة لقيامه الليل.
وكان الخوارج دليلا عمليا وتجريبيا ومشاهَدا على خطورة التمادي والتباهي والتماهي مع الْبَسْطِ الملازم للتعبد، دون لجم استدراج العجب لقلوب العابدين، فجاء وصف هذه الظاهرة الخارجية في حديث نبوي أورده الإمام البخاري -رحمه الله- في صحيح البخاري، ونصه:
روي عن أبي سعيد الخدري في صحيح البخاري: 
| بسط (تصوف) | يَخْرُجُ فِيكُمْ قَوْمٌ تَحْقِرُونَ صَلاتَكُمْ مع صَلاتِهِمْ، وصِيامَكُمْ مع صِيامِهِمْ، وعَمَلَكُمْ مع عَمَلِهِمْ، ويَقْرَؤُونَ القُرْآنَ لا يُجاوِزُ حَناجِرَهُمْ، يَمْرُقُونَ مِنَ الدِّينِ كما يَمْرُقُ السَّهْمُ مِنَ الرَّمِيَّةِ، يَنْظُرُ في النَّصْلِ فلا يَرَى شيئًا، ويَنْظُرُ في القِدْحِ فلا يَرَى شيئًا، ويَنْظُرُ في الرِّيشِ فلا يَرَى شيئًا، ويَتَمارَى في الفُوقِ، حديث صحيح | بسط (تصوف) |

فالخوارج كظاهرة متطرفة من العجب والفرح والسرور والغرور والبغي والعدوان، تسبقها لدى المريد والسالك غير الملتزم بآداب الطريق إلى الله -تعالى- ظاهرة أخرى وهي التلذذ بحظوظ النفس، وكأن الْبَسْطَ هدف في حد ذاته، في حين أن التحقق بالإيمان الصحيح والالتزام بالعبادة السليمة هما من أسس الاستقامة المقبولة.
وقد ألمح ابن عطاء الله السكندري في إحدى حكمه العطائية إلى مكمن الداء المرتبط بالبسط، ألا وهو «حظ النفس»، في قوله:
| بسط (تصوف)                               | الْبَسْطُ تَأْخُذُ النَّفْسُ مِنْهُ حَظَّهَا بِوُجُودِ الْفَرَحِ، وَالْقَبْضُ لاَ حَظَّ لِلنَّفْسِ فِيهِ | بسط (تصوف) |
| — ابن عطاء الله السكندري، الحكم العطائية |                                                               |            |

## فيديوهات
- "الوقت والمقام والحال والقبض والبسط - الرسالة القشيرية": أ.د علي جمعة في ديسمبر 2014م على يوتيوب
- "الفرق بين القبض والبسط في الطريق إلى الله": د. محمد مهنا في جوان 2016م على يوتيوب
- "الرسالة القشيرية: القبض والبسط - الهيبة والأُنس": د. يسري جبر في أوت 2018م على يوتيوب
- "القبض والبسط - محاولة لبسط الفهم": د. عدنان إبراهيم في ديسمبر 2013م على يوتيوب
- "تزكية 2002 - الدرس السابع عشر: القبض والبسط": الشيخ رجب ديب في مارس 2017م على يوتيوب

## هوامش
- 1 سورة الرعد، الآية: 13.
- 2 سورة الإسراء، الآية: 30.
- 3 سورة سبأ، الآية: 39.
- 4 سورة الزمر، الآية: 52.
- 5 سورة الشورى، الآية: 27.